# Instruccions per cicle
En l'arquitectura d'ordinadors, les instruccions per cicle (IPC), comunament anomenades instruccions per rellotge, és un aspecte del rendiment d'un processador: el nombre mitjà d'instruccions executades per a cada cicle de rellotge. És l'invers multiplicatiu de cicles per instrucció.

## Explicació
Mentre que les primeres generacions de CPU van dur a terme tots els passos per executar una instrucció de manera seqüencial, les CPU modernes poden fer moltes coses en paral·lel. Com que és impossible seguir duplicant la velocitat del rellotge, la canalització d'instruccions i el disseny del processador superescalar han evolucionat de manera que les CPU poden utilitzar diverses unitats d'execució en paral·lel, mirant endavant a través de les instruccions entrants per optimitzar-les. Això fa que les instruccions per cicle completat siguin molt superiors a 1 i és responsable de bona part de les millores de velocitat en les generacions de CPU posteriors.

### Càlcul de l'IPC
El càlcul de l'IPC es fa mitjançant l'execució d'un codi definit, calculant el nombre d'instruccions a nivell de màquina necessàries per completar-lo, i després utilitzant temporitzadors d'alt rendiment per calcular el nombre de cicles de rellotge necessaris per completar-lo al maquinari real. El resultat final prové de dividir el nombre d'instruccions pel nombre de cicles de rellotge de la CPU.
El nombre d'instruccions per segon i d'operacions de coma flotant per segon per a un processador es pot derivar multiplicant el nombre d'instruccions per cicle amb la velocitat de rellotge (cicles per segon donat en Hertz) del processador en qüestió. El nombre d'instruccions per segon és un indicador aproximat del rendiment probable del processador.

### Factors que governen l'IPC
Es pot aconseguir un nivell determinat d'instruccions per segon amb un IPC elevat i una velocitat de rellotge baixa (com l'AMD Athlon i les primeres sèries Core d'Intel), o des d'un IPC baix i una velocitat de rellotge alta (com l'Intel Pentium 4 i a una velocitat de rellotge menor). mesura l'AMD Bulldozer). Tots dos són dissenys de processadors vàlids, i l'elecció entre els dos sovint ve dictada per la història, les limitacions d'enginyeria o les pressions de màrqueting. No obstant això, un IPC alt amb una freqüència alta sempre donarà el millor rendiment.

## Velocitat de l'ordinador
El treball útil que es pot fer amb qualsevol ordinador depèn de molts factors, a més de la velocitat del processador. Aquests factors inclouen l'arquitectura del conjunt d'instruccions, la microarquitectura del processador i l'organització del sistema informàtic (com ara el disseny del sistema d'emmagatzematge en disc i les capacitats i el rendiment d'altres dispositius connectats), l'eficiència del sistema operatiu i l'alt nivell de disseny del programari d'aplicació.